# Persenet

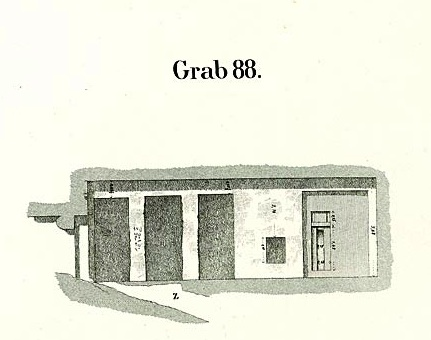
Doorsnede van het graf van koningin Persenet (Lepsius).

Persenet (ook Personet, Per-sent) (26e eeuw v.Chr.) was een koningin uit de 4e dynastie van Egypte die regeerde aan de zijde van waarschijnlijk koning (farao) Chefren.
De vorige Egyptische koningin was Hetepheres II. Opvolgster van Persenet was Hekenoe-hedjet of Meresanch II.

## Naam en verwantschappen

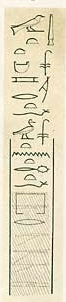
Deel van de naam van Persenet uit Gizeh, graf G 8156

Lezing van de naam is onzeker, omdat de enige beschikbare aanduiding ervan beschadigd is. Deze koningin draagt zowel de titel van lijfelijke koningsdochter als die van koninklijke gemalin, maar haar familiale relaties zijn niet met zekerheid vast te stellen. Afgaand op de ligging van haar graf wordt zij algemeen als gemalin van farao Chefren aanzien. De aanname dat vizier Nikaure hun beider zoon was, berust eveneens enkel op de directe nabijheid van diens graf bij dat van Persenet. Uit de positie van haar graf leidt men verder af dat zij mogelijk een dochter van Choefoe (Cheops) is geweest.

## Graf
Persenets graftombe is LG 88 in Gizeh als men gebruikmaakt van de nummering die door Lepsius is ingevoerd. Maar het graf krijgt ook als designatie: G 8156. Het graf is een uit de rots gehouwen mastaba die ligt in het centrale veld dat deel uitmaakt van de necropool.
Het graf van Persenet ligt naast dat van Nikaure en beide zijn waarschijnlijk tegelijk gebouwd. Toegang tot haar graf is mogelijk langs een ingang in de zuidermuur of via een andere in de oostermuur die verbonden is met het graf van Nikaure. De langgerekte grafkamer is in L-vorm en heeft aan de westkant twee zuilen, waarmee zij van de kleinere ruimte wordt gescheiden. In deze laatste bevindt zich de sarcofaagschacht. Er zijn geen versieringen of sporen daarvan op de muren, maar de pillaren zijn wel van inscripties voorzien.

## Titels
Van Persenet zijn als koninginnentitels bekend:
- Grote vrouwe van de hetes-scepter (wrt-hetes), (wr.t-ḥts)
- Grote koninklijke vrouwe, zijn geliefde (hmt-niswt-wrt meryt.f), (ḥm.t-nỉswt mrỉỉt=f)
- Koninklijke dochter van zijn lichaam (s3t-niswt-nt-kht.f), (sat-niswt-nt-xtf).